# Piquetero

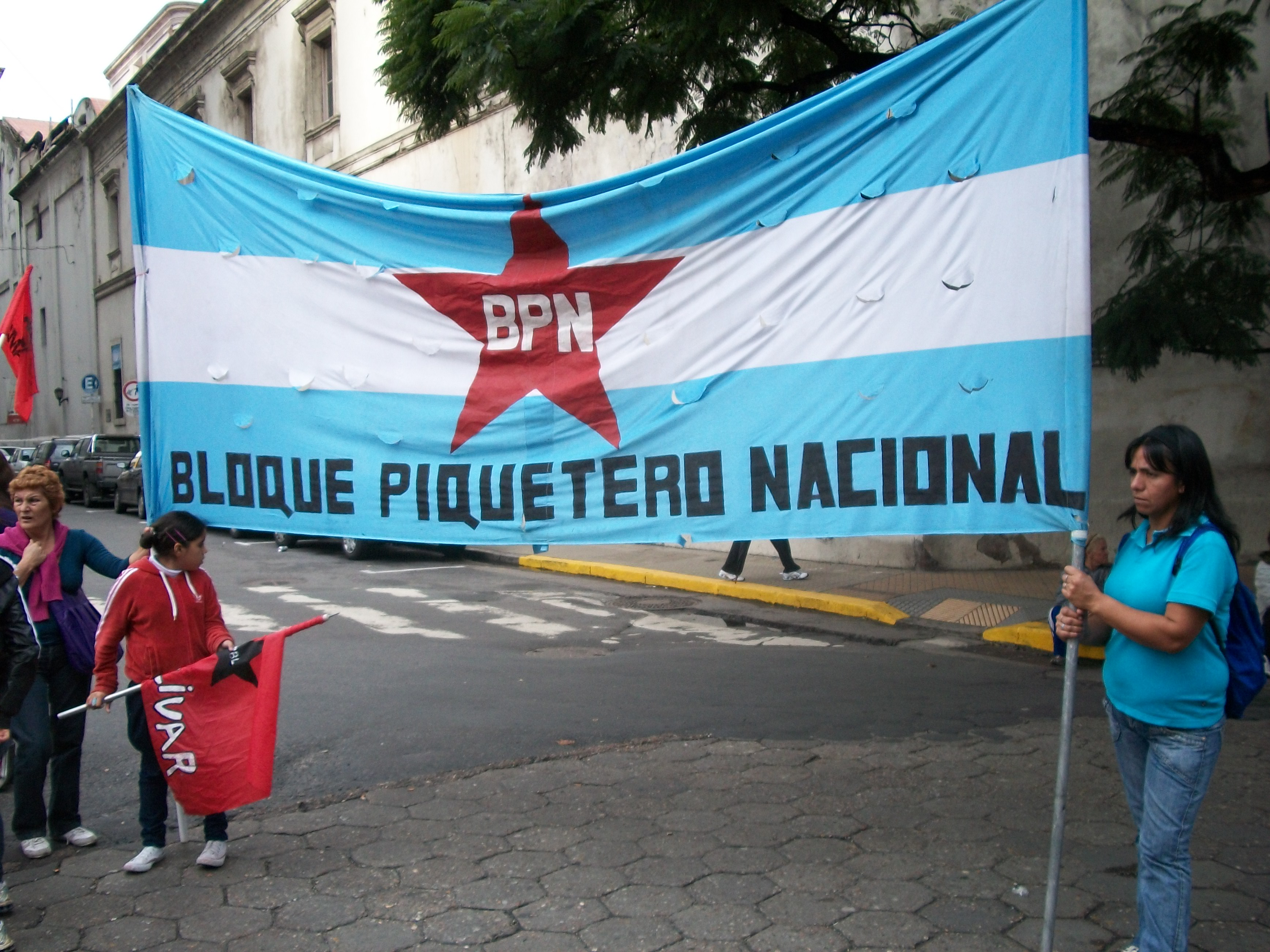
Grupo de piqueteros.

Piquetero é um termo em castelhano que designa o  movimento iniciado por trabalhadores desempregados, egressos da empresa petroleira argentina YPF (Yacimientos Petrolíferos Fiscales), na década de 1990. O movimento piquetero surgiu em 1996, poucos anos antes da crise econômica da Argentina (1999 - 2002), resultante, em grande parte, da adoção da política de câmbio fixo. Naqueles anos, o país mergulhou em profunda recessão econômica, que levaria à queda do governo de Fernando de la Rúa, em 2001.